# Тодоров, Лев Всеволодович
Лев Все́володович То́доров (20 марта 1931, Луганск Украинской ССР) — советский и российский литературовед, педагог. Доктор педагогических наук (1989), профессор (1991), член Союза журналистов России. Автор свыше 200 литературоведческих книг, учебников по русской литературе, методических пособий и публикаций в периодической печати. В педагогической школе Льва Всеволодовича Тодорова более 25 человек защитили кандидатские и докторские диссертации. Организатор и постоянный председатель жюри Всероссийских олимпиад школьников по литературе (1992—2012).

## Семья
Предки — выходцы из Болгарии, бежавшие в Россию от турецкого ига во времена царствования Александра I.
- Отец — Тодоров Всеволод Дмитриевич (1891—1957) — кандидат физико-математических наук, доцент Московского инженерно-экономического института.
- Мать — Тодорова (Медведева) Анна Порфирьевна (1892—1963) — учительница русского языка и литературы, директор средней школы № 211 г. Москвы (1943—1959).
- Жена — Зонина Елена Александровна (1935—1996).
- Сын — Тодоров Леонид (1962)
- Дочь — Тодорова Татьяна (1971)
- Внук — Владимир Тодоров (1993)

## Образование
- Среднее образование — школа № 214 г. Москвы (1948)
- Высшее образование — филологический ф-т МГУ (1953)
- Аспирантура — защитил кандидатскую диссертацию (1969),
- Докторантура — защитил докторскую диссертацию (1989).

## Трудовая деятельность
- Редактор-корректор в издательстве «Правда» (1953—1954)
- Учитель русского языка и литературы в школе № 214 (1954—1958)
- Аспирант НИИ СИМО АПН СССР, научный сотрудник ученый секретарь президиума АПН РСФСР (1959—1969)
- Старший преподаватель кафедры педагогики МГПИИЯ им М. Тореза (1969—1972)
- Руководитель группы, сектора в НИИ АПН СССР (1973—1979)
- Зам. главного редактора журнала «Советская педагогика» (1980—1990)
- Директор Института художественного воспитания АПН СССР (1990—1992)
- Зав. кафедрой культуры и гуманизации образования Педагогической академии последипломного образования — с 1992 года.

## Увлечения
- Вокальное искусство (баритон, участник хора МГУ)
- Русская и итальянская опера (знаток, слушатель и ценитель)
- Футбольный клуб «Спартак» (болельщик с 1939 года).